# Isaac Froimovich
Isaac Froimovich Schejter (Valparaíso, 21 dicembre 1918 – 3 aprile 1988) è stato un pallanuotista cileno, che ha partecipato alle Olimpiadi estive di  Londra 1948.
Nel periodo 1978-1979 ha ricoperto la carica di Presidente del Comitato Olimpico del Cile.